# M22軽戦車
M22軽戦車（英語: Light Tank M22）は、第二次世界大戦中にアメリカ合衆国で開発された空挺戦車。供与されたイギリス軍では「ローカスト（Locust：ワタリバッタ（飛蝗）の意）」の愛称で呼ばれた。
　

## 開発の経緯

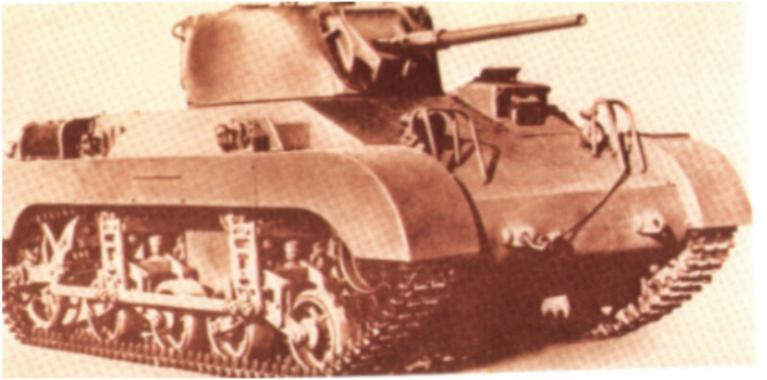
T9E1

アメリカ陸軍は1941年、空挺部隊に随伴できる新型戦車の開発を決定した。当初は実現不可能であり無意味であるとされたが、小型であれば車両輸送も可能な大型グライダー（後述の「ハミルカー」大型輸送グライダー）を開発中であったイギリス軍がこの計画に目をつけ、イギリスからの要望もあって要求仕様案がまとめられた。
要求案は「戦闘重量7.5t、全長3.5m、全高1.67m以内に収めること」というもので、これに応じ、ゼネラルモーターズ社など3社が試作案を提示した結果、マーモン・ヘリントン社の案が最適であると判断、採用された。T9と命名された試作車は、砲塔は鋳造、車体は圧延鋼板の溶接構造であり、武装は全周旋回可能な砲塔にM3軽戦車やM5軽戦車と同じM6 37 mm 戦車砲と主砲同軸機関銃を1丁、車体に固定式に2丁の機関銃を装備し、全体のデザインとしてはM4中戦車の後継として開発されていた一連の中戦車であるM20中戦車シリーズに酷似している。
しかし、当時アメリカ軍はこのような車両を搭載できる大型の輸送機を保有していなかったため、輸送時には砲塔を取り外して車体を機体の下に吊り下げる方式とし、軽量化のため車体前面の固定式機関銃、電動式砲塔旋回装置、主砲のジャイロスタビライザー（砲安定装置）が取り外されたT9E1として改良された。砲塔を取り外す形式としたことで、着陸した輸送機から下ろした後に組立作業を行う必要が生じ、このためアメリカ軍では本車は空挺降下させて運用することが出来ない、「輸送機で空輸することが可能」という程度の「空挺戦車」となってしまい、空挺部隊の持つ奇襲性を発揮できないことは本車の重大な欠点であった。
アメリカ軍からはT9E1が完成する前の1942年4月に早くも500輌の量産命令が出された。前述の点を除けば試作車の性能は満足のいくものだったこともあり、更に1,400輌の追加発注が行われたが、1944年2月に830輌が完成した時点で生産は打ち切られた。このうち280輌がイギリスに送られ、「ローカスト」の愛称がつけられた。
なお、本車がM22として制式化されたのは1944年9月のことで、生産が終了した後になって制式番号が付与された形である。

## 実戦での運用

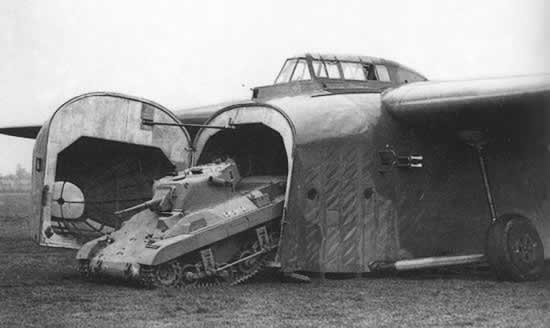
ハミルカー グライダーより降車するM22“ローカスト”

前述のようにアメリカではM22を「空挺奇襲装備」として運用することができなかったため、実戦では使用していないが、イギリスは既に大型のグライダーであるGAL49“ハミルカー”を保有していたため、1945年3月に行われたライン川渡河作戦に12輌が参加した。しかし、ドイツ側の抵抗が散発的なものだったこともあり、本車の真価を問うことはできなかった。これが第二次世界大戦におけるM22の唯一の実戦使用例である。

### その後

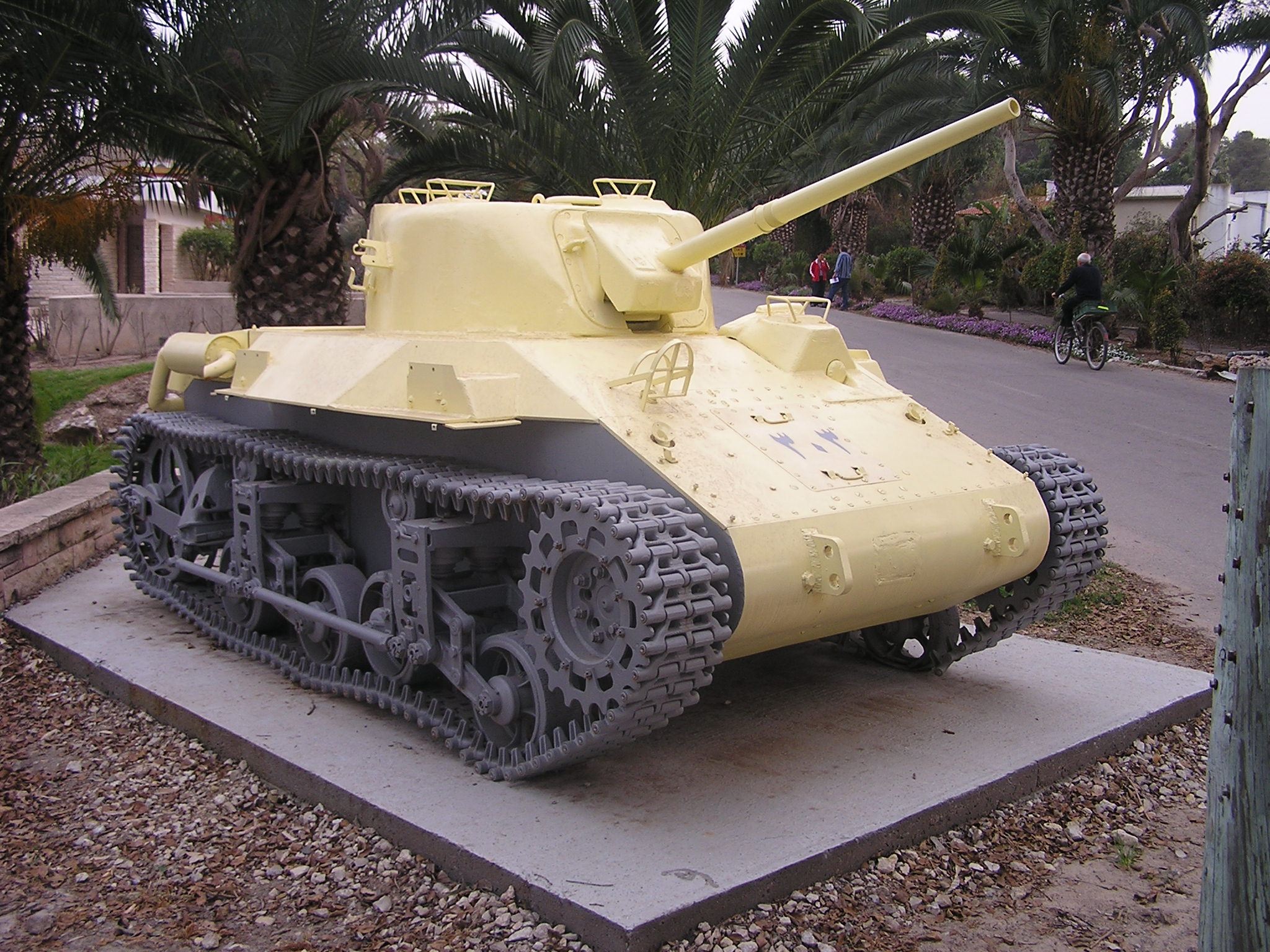
イスラエルの博物館で展示されるM22
中東戦争での鹵獲車両で、近年にレストアが施された状態のもの

戦後アメリカでは訓練用として短期間使用されたが、すぐに退役した。イギリスでも同様だったが、ごく少数の本車がエジプトに渡り、1948年に勃発した第一次中東戦争で使用された模様である。